# Arroz pegado

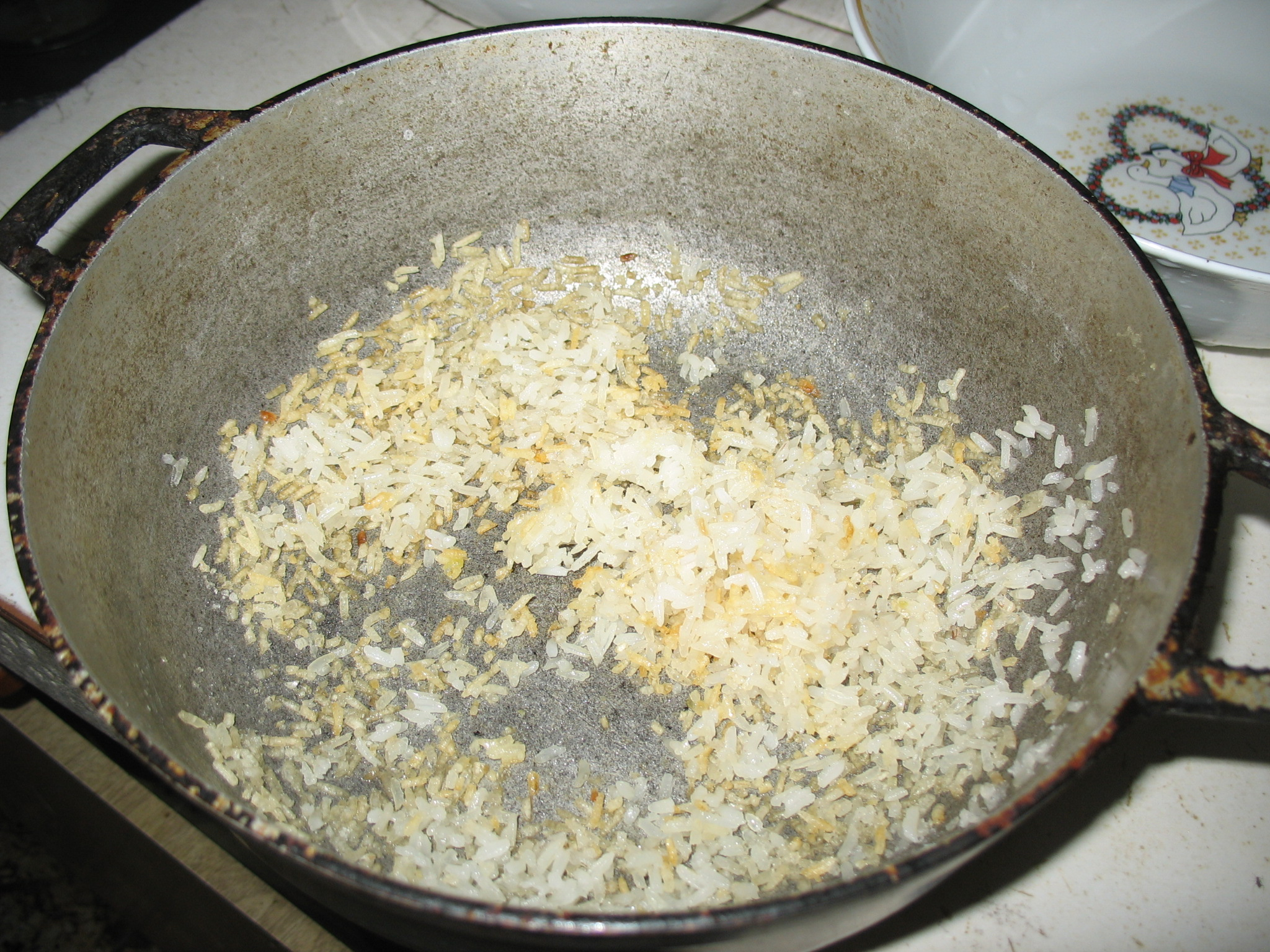
Costra, cucayo, pegao, concho, concolón, socarrado.

El arroz pegado, también llamado concolón o cocolón (Pan., Per., Ven.), concón (R. D.), costra (C. R.), raspado (Col.) o raspa (Cub.) entre otras denominaciones, es la capa inferior resultante de la cocción del arroz que se adhiere al fondo de la olla, quedando tostada y con textura crujiente. Puede quemarse más o menos dependiendo del tiempo de cocción, la variedad de arroz usada y de los otros ingredientes en la olla, bien sean grasas como el aceite o mantequilla, o bien azúcares que se caramelizan junto con el almidón del arroz para formar la fina capa. Es considerado como «manjar de aprovechamiento» en diversos sitios.

## África

### Cabo Verde
En la gastronomía caboverdiana, el arroz pegado se conoce como kokorota. Tradicionalmente, se cocina al aire libre o en un espacio semicerrado utilizando una olla metálica de tres patas colocada sobre leña ardiendo. En tiempos modernos, las estufas de butano y las ollas compradas en tiendas son más comunes en Cabo Verde; sin embargo, las ollas de tres patas aún se usan con frecuencia en las áreas rurales y cuando se prepara comida para fiestas, festivales o cualquier ocasión que requiera grandes cantidades de comida.

### Ghana
El arroz pegado se conoce como kanzo o ɛmo ase (lit. ‘fondo del arroz’ en idioma twi). En algunas casas se opta por desecharlo, sin embargo, el kanzo ha sido reinventado como un alimento básico y ahora se comercializa o se prepara deliberadamente.

### Madagascar
El arroz pegado se llama apango en Madagascar. Se hierve con agua y la bebida obtenida se conoce como ranon'apango (agua de apango) o ranovola (‘agua dorada’, en referencia a su color). Es la bebida nacional, que acompaña a todos los alimentos tradicionales. El arroz pegado, una vez ablandado, también puede comerse solo, en lugar del arroz tradicional, e incluso es preferido en algunas regiones.

## América
- Puerto Rico: pegao.
- República Dominicana: concón.
- Cuba: raspa.
- Ecuador: cocolón.[6]
- Panamá: cocolón,[6] concolón,[7] concho.[8]
- Perú: raspa o raspado, cocolón,[6] concolón.[7][9]
- Colombia: raspado, cucayo o cucallo (Costa Caribe),[10] pega (Región Andina).
- Costa Rica: costra del arroz.[7]*

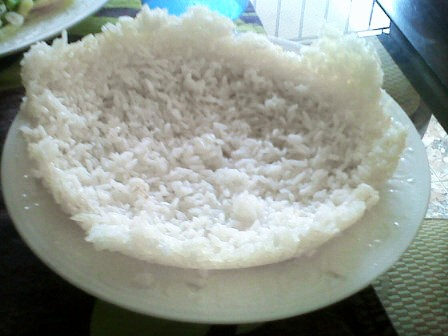
Concón dominicano (DOM)

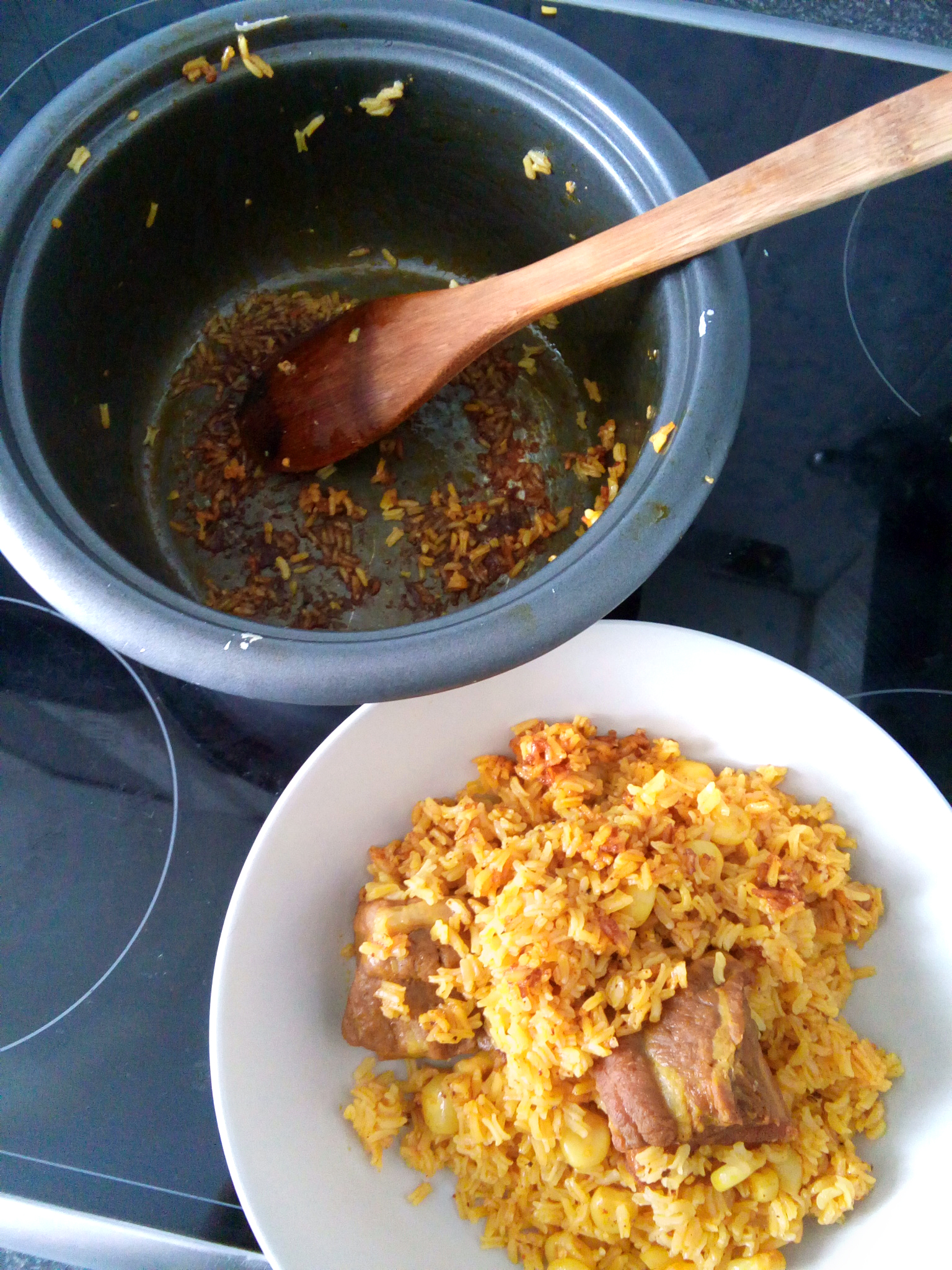
Concolón de arroz con chancho (PER)

- Venezuela: cocolón.[6]

### Perú
Se denomina concolón en la gastronomía peruana a al arroz blanco cocido que se adhiere al fondo de la olla formando una costra crujiente y tostada. Esta forma de producto derivado está relacionada con la cocina criolla, particularmente a la cocina afroperuana.

### República Dominicana
El concón es un plato típico de la República Dominicana, elaborado a partir de arroz cocido y algunas veces tiende a quemarse o pegarse, haciendo un tipo de "plato" hecho de una fina capa crujiente de arroz blanco, el cual puede ser rellenado de frijoles, carne, habas o algún otro tipo de alimento o guiso. Es parecido a los sopes, pero hecho de arroz en vez de maíz.

### Estados Unidos
En Estados Unidos y otros países de habla inglesa al arroz pegado se le suele llamar scorched rice o bien, sizzling rice es decir ‘arroz siseante’ por el característico siseo que hace el arroz al volcarle la salsa por encima.

## Asia

### China

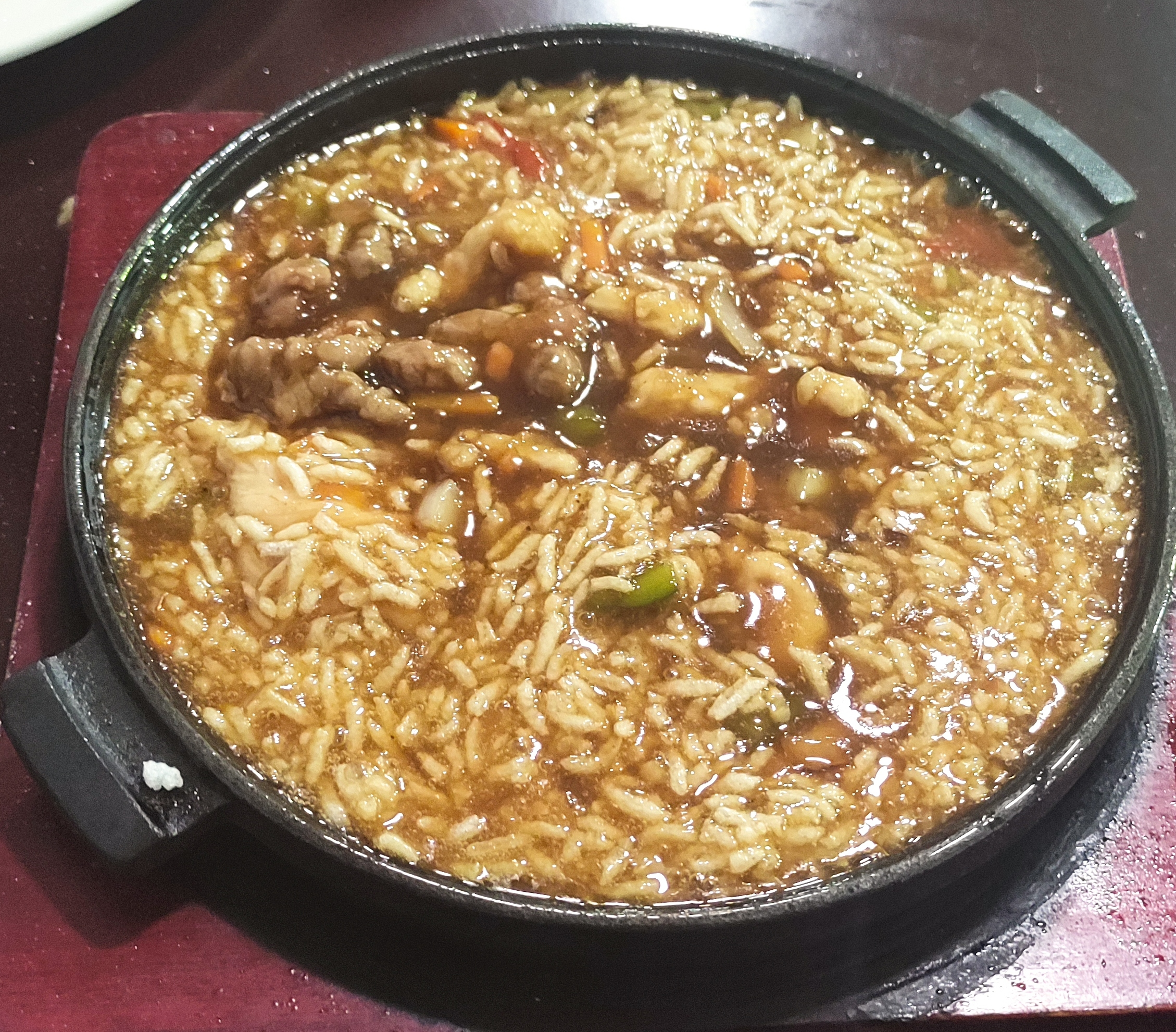
Plato de Guoba servido en un restaurante chino de Valencia.

El guoba (鍋耙, 鍋巴, 锅巴), a veces conocido como mi guoba (鍋耙, guoba de arroz) es un ingrediente chino consistente en arroz tostado, preparado tradicionalmente cociendo arroz sobre el fuego directo, lo que resulta en la formación de una costra de arroz quemado en el fondo del wok o recipiente usado. Este arroz tostado tiene una textura firme y crujiente y un sabor ligeramente ahumado, y a veces se toma como aperitivo.
También se usa como ingrediente de muchos platos chinos con salsas espesas, ya que el sutil sabor del arroz absorbe el de la salsa. El guoba también se sirve en sopas y estofados y figura prominentemente en la gastronomía de Sichuan. Un modo popular de hacer el guoba es preparar un arroz blanco clásico por evaporación, tostarlo luego en el horno hasta un dorado suave y reservarlo para una fritura profunda, justo antes de volcarle la salsa. Debido a que la demanda de guoba supera la producción tradicional y a que las formas modernas de cocinar el arroz (en vaporera eléctrica) no lo producen, el guoba ha sido fabricado industrialmente desde finales del siglo XX.

### Corea

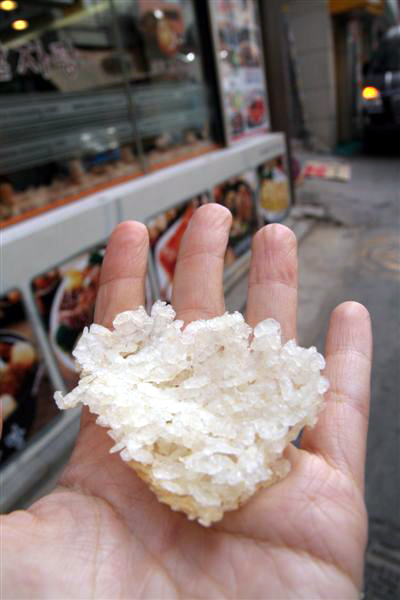
Puñado de nurungchi

El nurungji es una receta tradicional coreana elaborada con arroz tostado. Tras cocer y servir el arroz, suele quedar una fina costra de arroz tostado (llamada nurungji) en el fondo de la cazuela. En lugar de desecharse, este arroz se come como aperitivo. También puede volver a cocerse como nurungji bap (누룽지밥) o nureun bap (눌은밥), normalmente como desayuno.
A finales del siglo XX, empresas de Corea del Sur comercializaron nurungji en formato seco y preenvasado (normalmente en discos finos).
Nurungji también puede aludir a la costra crujiente de arroz que se forma en el fondo de la cazuela de piedra cuando se cocina dolsot bibimbap (돌솥 비빔밥), un plato de arroz.

### Irán

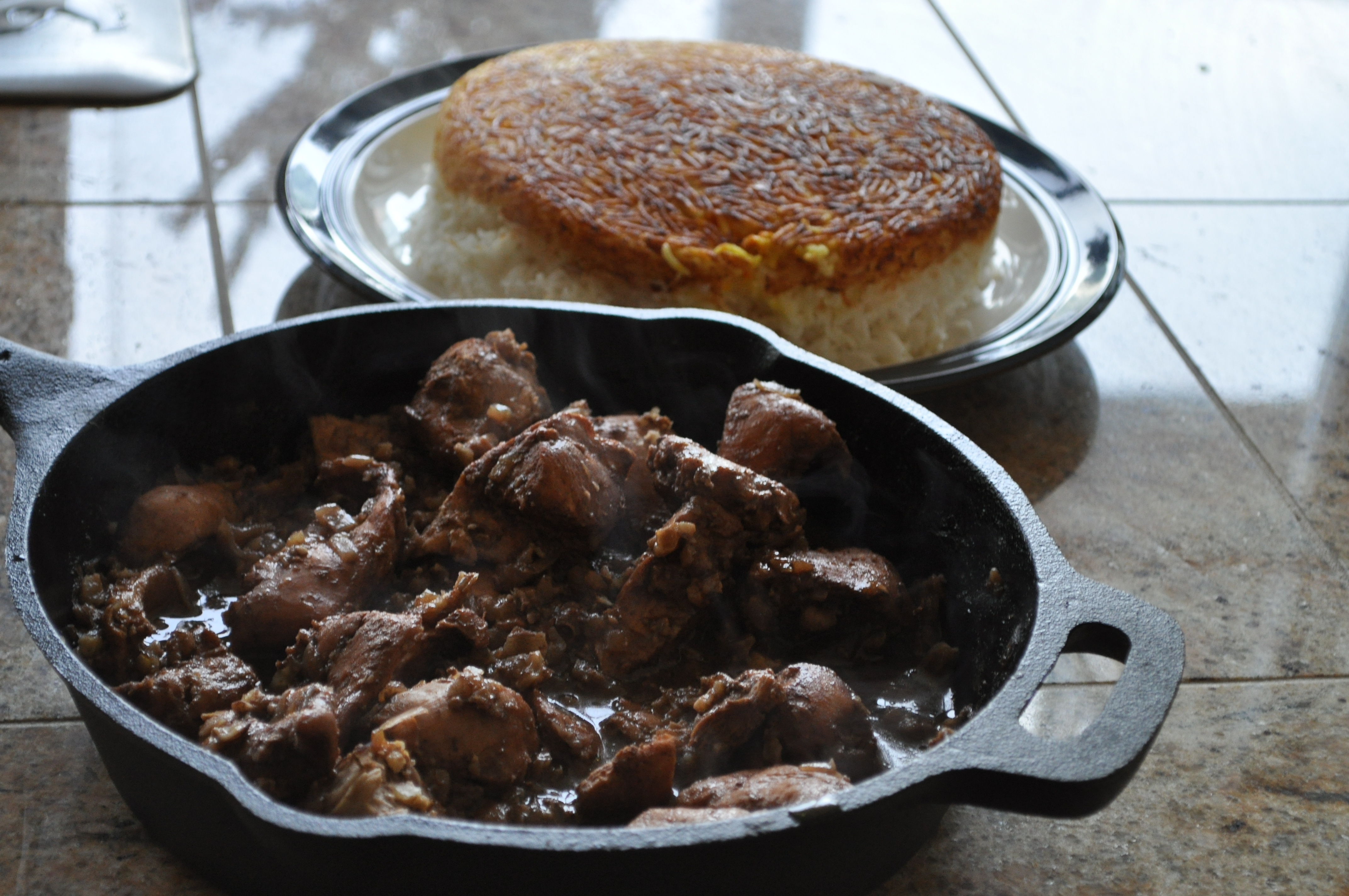
Tah dig (al fondo) con joresht.

El tah dig (denominado también tahdig) es un plato de arroz muy popular en las cocinas de Persia y Mesopotamia. Se caracteriza por el empleo de arroz basmati o jazmín, preparado de tal forma que se sirve con una capa tostada en forma de costra dorada y crujiente. Por regla general se sirve con la forma de la cazuela empleada en su preparación, siendo la costra de la forma del fondo de dicho recipiente. Precisamente tah dig (ته دیگ) significa en idioma persa "fondo de la cazuela", indicando la forma que posee el arroz al ser servido a los invitados. La aparición de la costra en los platos de arroz resulta muy apreciado por los iraníes.
Se suele preparar con diversos contenidos en el arroz, estos pueden ser guisados diversos que incluyen verduras (o frutas) cocinadas con pollo o cordero. El fondo puede tener arroz, o puede incluirse verduras cortadas en finas rodajas como puede ser papas o zanahorias. En estos casos las verduras se suelen cocinar hasta que el fondo se muestren crujiente. Una de las formas más sencillas de elaborar tah dig es mediante el hkaka, que emplea solo arroz y se sirve en piezas.
El arroz preparado con tah dig resulta ser una especialidad de la cocina tradicional persa. El arroz empleado suele ser basmati o jazmín o domsiah (una variedad de arroz persa de grano largo), en cualquier caso se suele poner en remojo previamente varias veces con el objetivo de eliminar el almidón. Se suele repetir el proceso de remojo varias veces, generalmente hasta que el agua del arroz no sea lechoso. En ese instante se puede comprobar que el arroz no posee almidón, debido a que el aspecto lechoso del agua se debe principalmente a la presencia de almidón. 
Se suele preparar el tah dig en dos etapas de cocción, en la primera se hierve el arroz a fuego intenso sin que llegue a estar blando del todo. En la segunda fase se seca el arroz y se sirve en capas alternas con el guiso (denominados joresht). Se suele cocer el arroz a intensidad baja durante un periodo que suele oscilar entre la media hora y los tres cuartos. La costra se forma debido a la reacción de Maillard que se produce durante esta segunda fase de cocción. Se suele volcar en una bandeja redonda y se sirve acompañado de otros alimentos. A veces para sacar el arroz de la cazuela con su costra sin que se rompa se suele sumergir el recipiente en agua fría durante unos minutos. En algunas ocasiones se falsea la textura crujiente mediante el empleo de clara de huevo que al calentarse simula la textura crujiente.

### Vietnam
En la gastronomía de Vietnam hay una receta parecida llamada cơm cháy (literalmente ‘arroz chamuscado’). Suele freírse en aceite hasta que se dora, y entonces se cubre con chà bông (algodón de cerdo) o tôm khô (camarón seco), mỡ hành (cebolleta picada cocida vertiendo aceite hirviendo encima para liberar su aroma) y pasta de guindilla para obtener un plato popular llamado cơm cháy chà bông o cơm cháy tôm khô (aunque también puede usarse cerdo y gamba a la vez, en cuyo caso el plato se llama cơm cháy chà bông tôm khô o cơm cháy tôm khô chà bông). El cơm cháy puede hacerse a partir de la costra de arroz que queda al cocer arroz en una cazuela de hierro, o (más comúnmente tras la introducción de las arroceras eléctricas a finales del siglo XX) del arroz sobrante que se fríe con arroz a fuego alto para darle una textura crujiente.

## Europa

### España

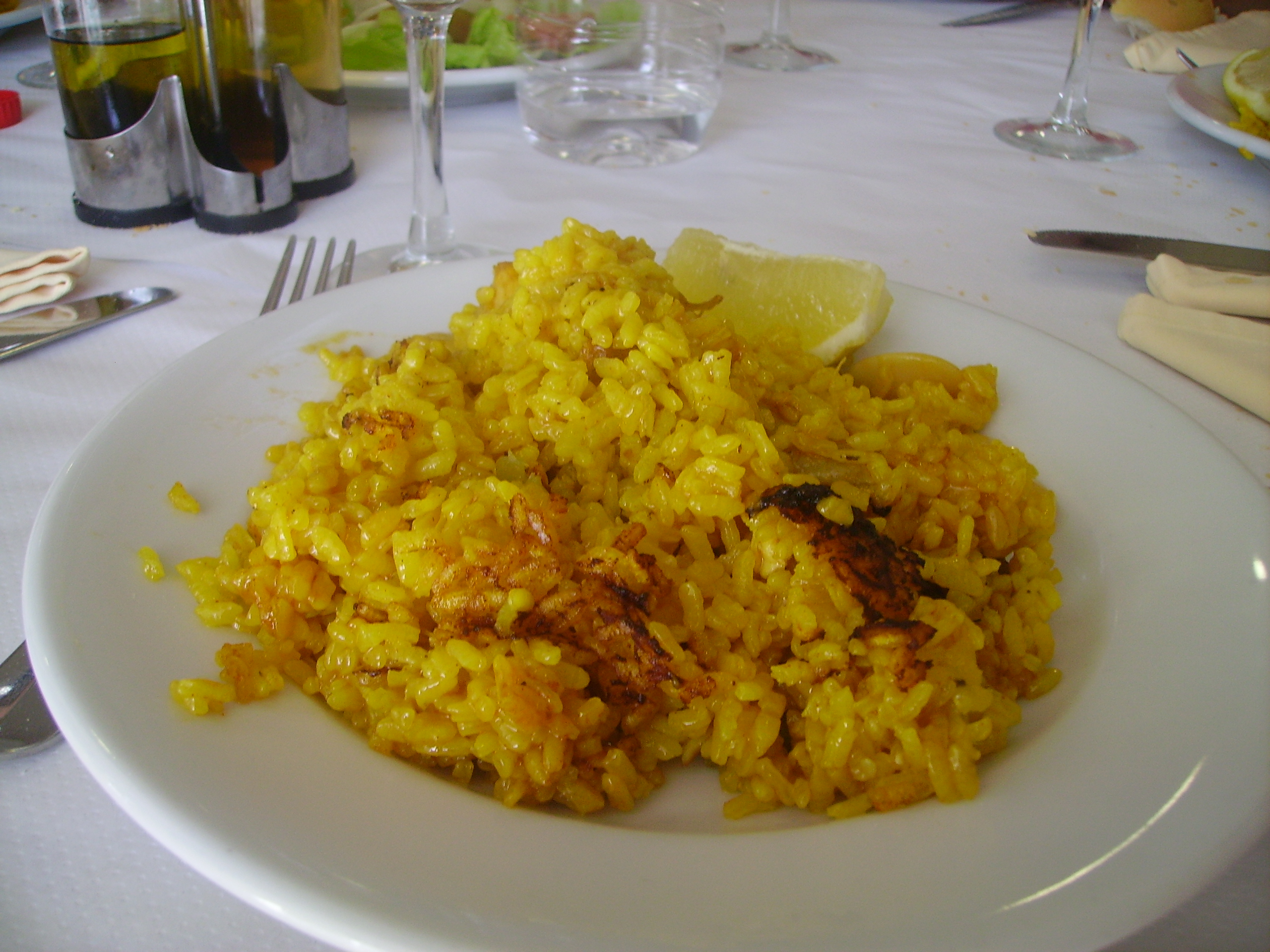
Paella con socarrat.

En la Comunidad Valenciana la parte ligeramente tostada, sin llegar a quemarse, de la paella y de los platos de arroz mediterráneos se denomina socarrat  o cremaet (granos tostados por la reacción de Maillard) y suele ser una parte muy apreciada por los comensales.